# Grandmesnil (Calvados)
Gradmesnil era una comuna francesa, que estaba situada en el departamento de Calvados, de la región de Normandía, que en 1973 pasó a formar parte de la comuna de L'Oudon como comuna asociada.

## Historia
El 1 de enero de 2017, la comuna asociada de Grandmesnil fue suprimida cuando la comuna de L'Oudon pasó a ser una comuna delegada de la comuna nueva de Saint-Pierre-en-Auge.

## Demografía
| Gráfica de evolución demográfica de Grandmesnil (Calvados) entre 1800 y 1968 |
|                                                                              |

Los datos demográficos contemplados en este gráfico de la comuna de Grandmesnil se han cogido de 1800 a 1968 de la página francesa EHESS/Cassini.